# União Militar Judaica
A União Militar Judaica (Żydowski Związek Wojskowy, ZZW) foi uma organização de resistência judaica que lutou contra os nazistas no Levante do Gueto de Varsóvia em 1943. A ZZW foi fundada em 1939 por veteranos da Primeira Guerra Mundial e membros do movimento sionista revisionista Betar. A organização tinha cerca de quatrocentos membros armados e cooperava com a Organização da Luta Judaica (Zydowska Organizacja Bojowa, ZOB), outra organização de resistência judaica no gueto. A ZZW participou dos combates contra as forças alemãs que tentavam liquidar o gueto em abril e maio de 1943, defendendo principalmente a área do gueto perto da Praça Muranowski. Foi a última organização a se render no gueto, depois de perder a maioria de seus líderes e combatentes.
O objetivo da ZZW era defender a população judaica do gueto de Varsóvia contra a ocupação nazista e a deportação para os campos de extermínio. A ZZW também tinha uma visão sionista de criar um Estado judeu na Palestina após a guerra. A organização se opunha ao regime colaboracionista do Conselho Judaico (Judenrat) e buscava estabelecer uma autoridade judaica independente no gueto. Também esperava inspirar outras revoltas judaicas na Polônia ocupada e obter o apoio dos aliados ocidentais e da resistência polonesa.